# Urinuppsamlingspåse
Urinuppsamlingspåse används tillsammans med en kateter eller urindroppsamlare/uridom för personer med inkontinensbesvär. Kateter eller urindroppsamlare/uridom kopplas samman med urinuppsamlingspåsen, genom att fästa påsens konnektor till urindroppsamlaren/uridomen.
Urinuppsamlingspåsar finns i olika storlekar och varianter. De större påsarna (1,5 -2 liters) är avsedda för att användas av rullstolsburna eller sängburna personer. Benburna påsar finns från 350 ml och uppåt.
Tömbara påsar kan bytas vid behov och användas i flera dygn, vanligen rekommenderat max 5-7 dagar. De kan också kopplas ihop med en större påse på natten.
Benpåsar fästs på benet med olika typer av band eller påsar. 